# Hocco de Spix
Mitu tomentosum
Espèce
Synonymes
- Crax tomentosa
- Mitu tomentosa

Statut de conservation UICN

 LC  : Préoccupation mineure
Le Hocco de Spix (Mitu tomentosum) est une espèce d'oiseau de la famille des Cracidae.

## Répartition
Cet oiseau est rencontré au Brésil, en Colombie, en Guyane et au Venezuela.

## Habitat
Son habitat naturel sont les forêts tropicales et subtropicales humides de basse altitude.